# Міські нетрі

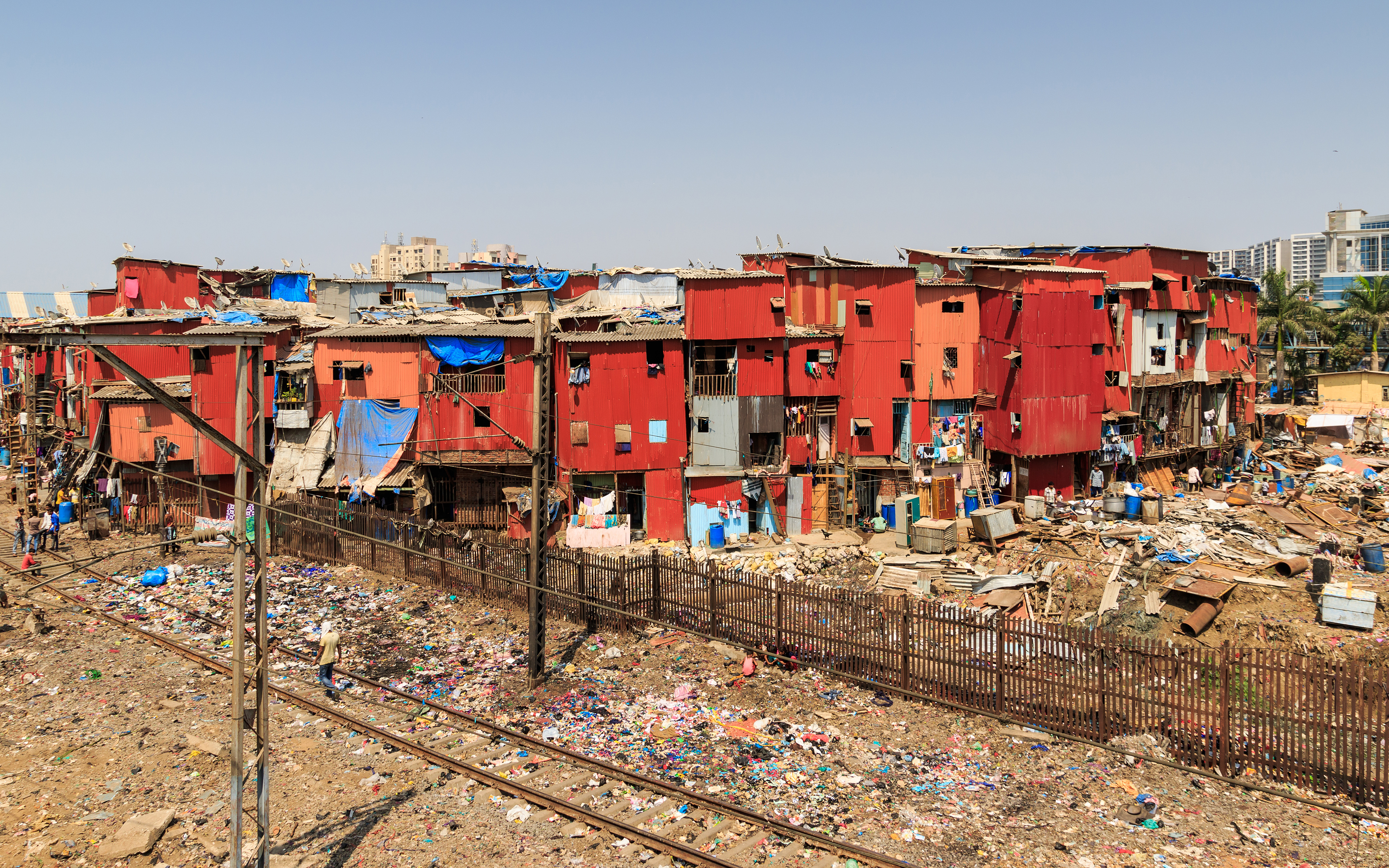
Нетрі в Бомбеї

Не́трі (фавели, бідонвілі) — житловий масив з високою щільністю спонтанної забудови міської місцевості, що відрізняється відсутністю або нестачею основної інфраструктури (електрика, каналізація, адміністрація тощо), необхідної для повноцінного суспільного життя людини, і, як правило, з сильно маргіналізованим соціальним середовищем. Нетрі — в широкому сенсі — квартали міст або міста-супутники, що складаються із застарілих, недоброякісних і невпорядкованих жител.

## Визначення та умови життя
Згідно з визначенням ООН, людина мешкає в нетрях, якщо вона позбавлена хоча б однієї умови з цього списку:
- Чистої, придатної до вживання води (вода повинна бути доступна і в достатній мірі).
- Справної каналізації (одним туалетом не може користуватися велика кількість сімей).
- Достатнього житлового простору (в одній кімнаті не може проживати більше 3 осіб).
- Приміщення, призначеного для постійного проживання (житло повинно захищати від поганих погодних умов і перебувати на території, призначеної для житла, тобто не в гаражі або на складі).
- Права керувати своїм житлом (мешканців не можуть зігнати просто так, як, наприклад, з будинку на знесення).

Нетрі формуються внаслідок непродуманої або занадто швидкої урбанізації в країнах з невисоким рівнем життя основної маси населення, особливо сільського, яке стрімко переселяється у міста.
Особливе поширення нетрі отримали в країнах Африки, Азії і Латинської Америки.
Старий житловий фонд у країнах з перехідною економікою, наприклад у Росії, підпадає під визначення нетрів, прийняте ООН-Хабітат (Центр ООН з населених пунктів). У 2001 році в державах СНД в умовах, наближених до нетрів, проживали мінімум 18 млн осіб, тобто 9 % міського населення.
Зростання або зникнення нетрів значною мірою пов'язане із загальним рівнем життя в конкретній країні, із соціальними програмами і політикою інвестування уряду країни. Нетрі також, як правило, найпоширеніші в країнах з тропічним і субтропічним кліматом, оскільки в холодному кліматі довге проживання в низькоякісному житлі при майже повній відсутності необхідної інфраструктури фізично важке, тому нетрі в помірному поясі не можуть бути настільки масово поширені. Однак роль нетрів у країнах помірного поясу грають бараки та інше подібне низькоякісне житло. Слід також враховувати той факт, що щільність населення північних країн менш значна і рідко призводить до високої концентрації населення.

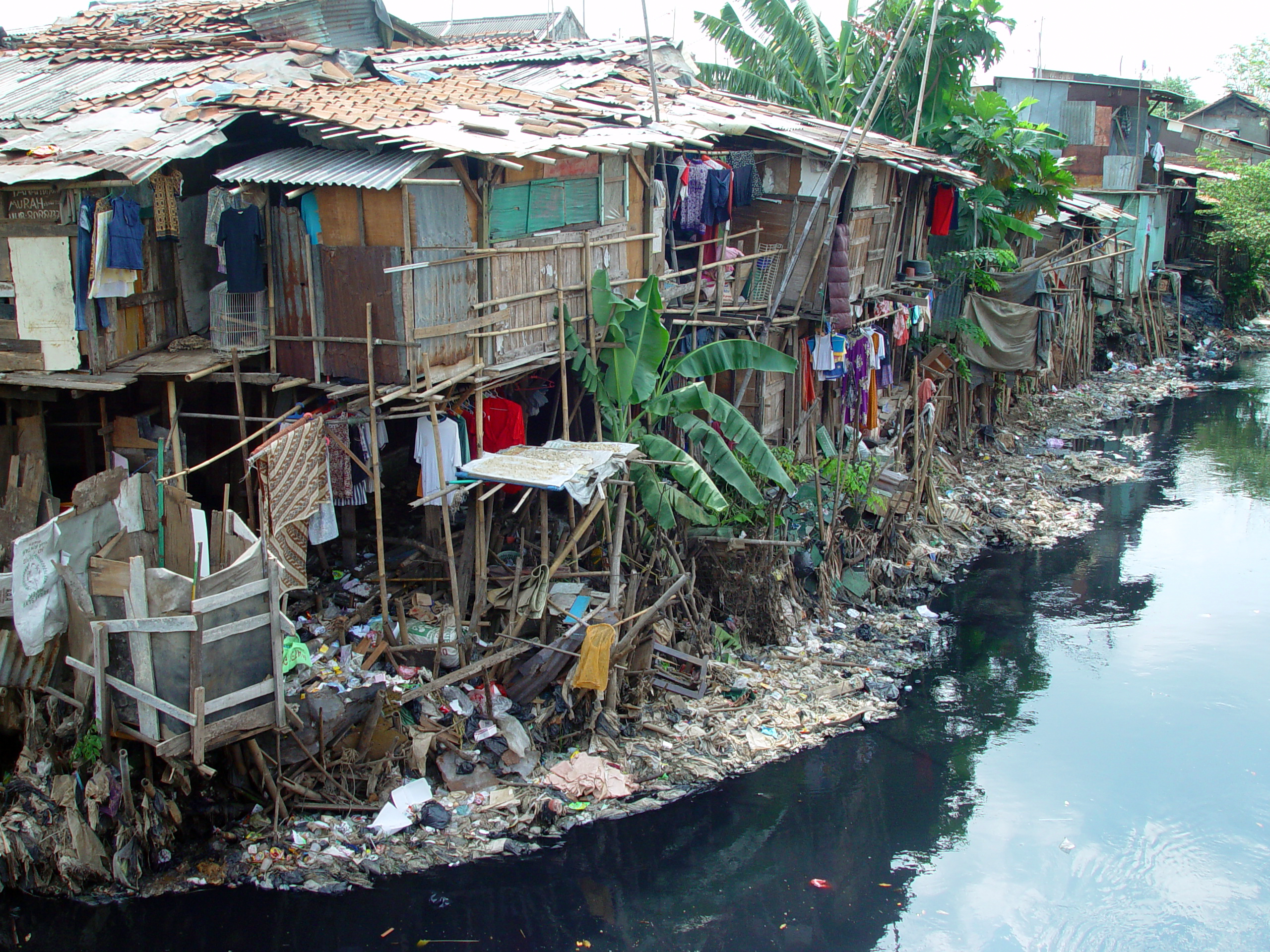
Нетрі в Джакарті

Нетрі — досить збірне поняття. У країнах їх широкого розповсюдження вживається ціла група екзотизмів для більш чіткої характеристики їх реалій. Так, у Бразилії нетрі відомі під назвою фавела. Це поселення бідняків змішаного походження, розташовані по схилах гір, що спускаються в напрямку до мегалополісу, і контрольовані злочинними угрупованнями наркобаронів. В іспаномовних країнах схожий підтекст має поняття барріос бахос (ісп. barrios bajos). У банльє́ Франції (фр. les banlieues — досл. «передмістя») проживає величезна кількість соціально відчужених іммігрантів арабського і африканського походження та їхніх нащадків. У Росії нетрями часто називають дерев'яні багатоквартирні бараки без вигод.

## Причини
Причин появи нетрів багато; ООН ділить їх на «нетрі надії» і «нетрі відчаю». Перші — новобудови, що з'явилися з масовим приїздом робочої сили; другі — занепадницькі райони.
Міграція з сіл у міста
З 1950 року населення збільшилося сильніше, ніж кількість оброблюваних земель. Тому сільське господарство стає все меншою часткою у світовій економіці. Наприклад, в Індії сільське господарство становило 52 % ВВП у 1954 році та 19 % у 2004 році. Але в той же час із тракторами, хімією та сучасними сортами сільське господарство стало ефективнішим: менш залежним від погоди і хвороб, менш виснажливим і більш продуктивним. Тому частка сільського населення неухильно знижується, а сільські діти шукають роботу в місті.
УрбанізаціяЗ розширенням міст частина землі переходить з сільськогосподарського користування в міське. Деякий час її не можна використовувати ні для того, ні для іншого, дохід із землі падає, і мешканці цієї землі змушені жити в найгірших умовах. На думку Ольги Алонсо-Віллар (2001), через ефект масштабу виробництво товару зосереджується в одному місці, а народу краще жити там, де є робота і товар, тому великі міста швидко перетворюються в агломерації. З дорожнечею житла і нестачею землі з'являються і нетрі.
Невдале житлове плануванняБез державного регулювання основне житлове будівництво робиться для середнього класу — досить платоспроможного і в той же час досить масового. Здавалося б, «невидима рука ринку» розставить все на місця, але біднота не настільки платоспроможна, щоб в гонитві за прибутком орієнтуватися на неї.
Колоніалізм і сегрегаціяЄвропейці, з'явившись у Кенії в XIX столітті, створили Найробі та інші центри економіки, щоб вони служили їхнім власним грошовим інтересам, а на африканців дивилися як на дешеву робочу силу. Втім, програма зі створення дешевого житла у вигляді ліжко-місць все ж була — але тільки для самих працівників, а не для сімей. Щоб бути ближче до годувальника, сім'ям довелося переселятися в нетрі. Дхараві, великі нетрі під Мумбаї, з'явилися, коли англійські колоністи прогнали представників шкідливих професій за межу Бомбея.
Слабка інфраструктура, соціальне відторгнення та економічний застійЧасто люди залишаються в нетрях, тому що є фактори поза їхнім контролем. Постійні економічні кризи призводять до того, що в будь-який момент можна втратити дохід, а значить, немає сенсу переселятися. Якщо немає дешевого і робочого громадського транспорту, доводиться селитися на пішохідній відстані від роботи. Економічний застій одночасно зі зростанням населення знижує подушний дохід, призводячи до загального зубожіння.
Неформальна економікаЕкономіка, яка порушує закон, але не порушує чужих прав, називається неформальною. У тих країнах, де почати, зареєструвати і підтримувати законне підприємство дорого і клопітно, економіка йде в тінь, часто покладаючись на низькооплачувану працю.
БідністьІноді нетрі — єдиний вибір для міської бідноти.
ПолітикаЗ прямими і рівними виборами утворилося чимало політичних сил, які покладаються на мешканців нетрів і не зацікавлені в їхньому розселенні. Такі помічені в Бразилії, Індії та Кенії.
Стихійні та соціальні лиха; хиткий інститут власностіВтративши житло і майно, людина селиться там, де здатна оселитися. Наприклад, під Кабулом розвинулися нетрі з утікачів від звірств Талібану. Землетрус на Гаїті (2010) призвів до появи нових нетрів, які зникнуть не скоро.

## Ситуація у світі
| 0-10% 10-20% 20-30% 30-40% | 40-50% 50-60% 60-70% 70-80% | 80-90% 90-100% немає даних |

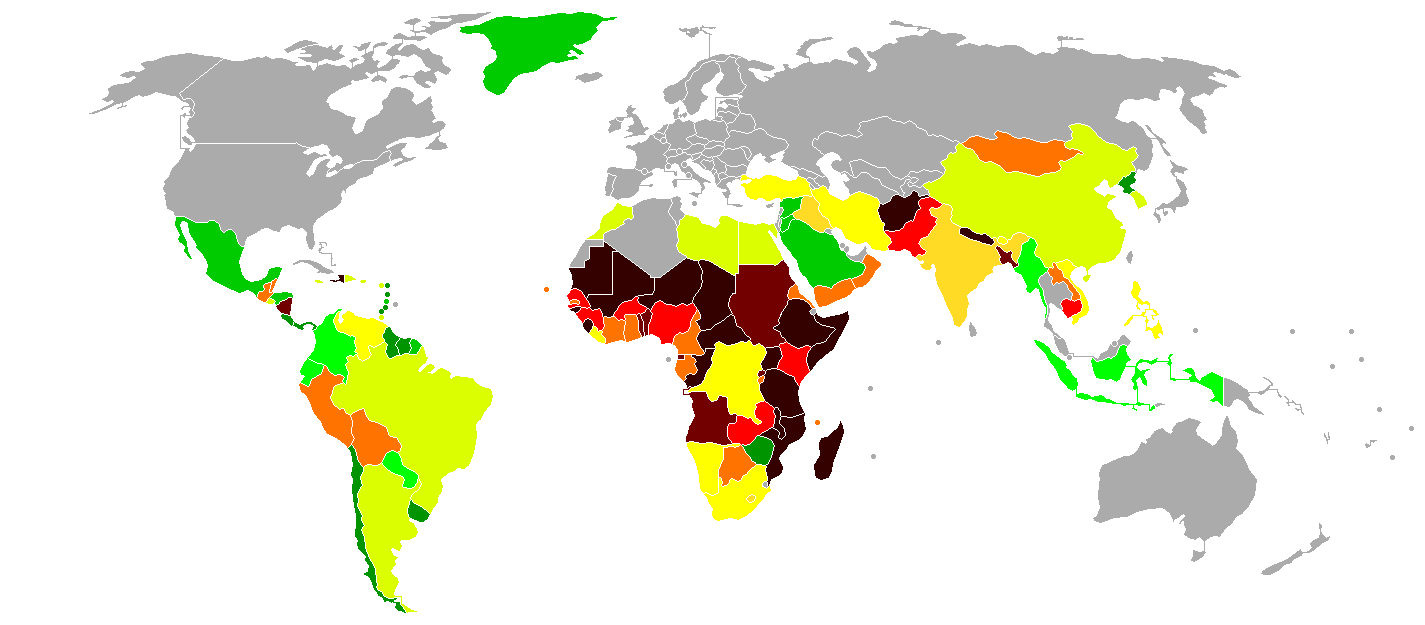
Частина міського населення, що живе в нетрях (Дані ООН на 2001 рік):

За даними, наведеними у доповіді Програми ООН з населених пунктів (United Nations Human Settlements Programme), до початку ХХІ століття майже 40 % людських поселень класифікувалися як нетрі. У них проживає близько 923,9 млн містян, тобто 32 % усього міського населення, в тому числі 43 % міського населення країн, що розвиваються, і 78 % містян найменш розвинених країн. Найбільша частка нетрів у населенні міст спостерігається в Африці на південь від Сахари (70 %) і в Азії (40 %).
При збереженні наявних темпів приросту мешканців нетрів (за 1990-2000-і роки їхня чисельність зросла на 36 %) до 2030 р. в світі буде вже 2 млрд жителів таких районів.